# Uba Budo Velho
Uba Budo Velho é uma aldeia de São Tomé e Príncipe, localiza-se no Distrito de Cantagalo, ilha de São Tomé, próxima às localidades de Uba Budo, de Monserrate, Maria Luísa e de Budo Budo.